# Xenorhina mehelyi
Espèce
Synonymes
- Choanacantha mehelyi Boulenger, 1898
- Xenobatrachus mehelyi (Boulenger, 1898)

Statut de conservation UICN

 LC  : Préoccupation mineure
Xenorhina mehelyi est une espèce d'amphibiens de la famille des Microhylidae.

## Répartition
Cette espèce est endémique de Papouasie-Nouvelle-Guinée. Son aire de répartition concerne une large bande de moyenne altitude s'étendant de la frontière indonésienne, province de Papouasie jusqu'à Port Moresby. Elle est présente de 240 à 1 270 m d'altitude. Sa présence dans la province de Papouasie est incertaine,.

## Étymologie
Son nom d'espèce, mehelyi, lui a été donné en référence à Lajos Méhelÿ, zoologiste hongrois.

## Publication originale
- Boulenger, 1898 : An Account of the Reptiles and Batrachians collected by Dr. L. Loria in British New Guinea. Annali del Museo Civico di Storia Naturale di Genova, sér. 2, vol. 18, no 38, p. 694-710 (texte intégral).